# Viticoltura in Armenia
la viticoltura in Armenia è una delle attività vitivinicole più antiche del mondo. In particolare, la cantina di Areni-1, la più antica cantina vinicola conosciuta, è stata scoperta proprio nella regione di Areni in Armenia, ancora oggi rinomata per la produzione di vini e per i suoi vitigni autoctoni.

## Storia

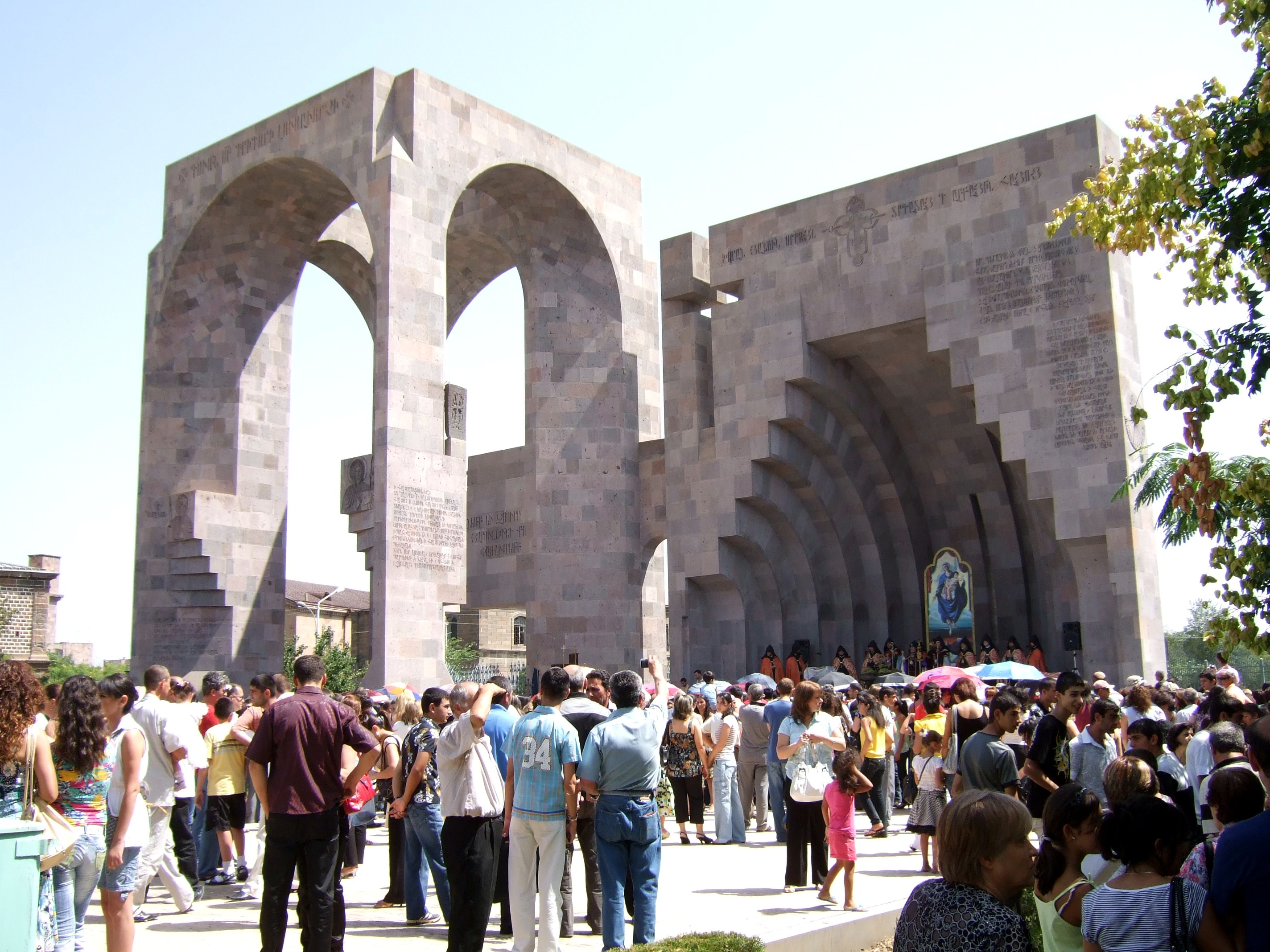
Celebrazione della festività di Khaghoghorhneq a Etchmiadzin, vicino alla porta di San Gregorio e all'altare all'aperto

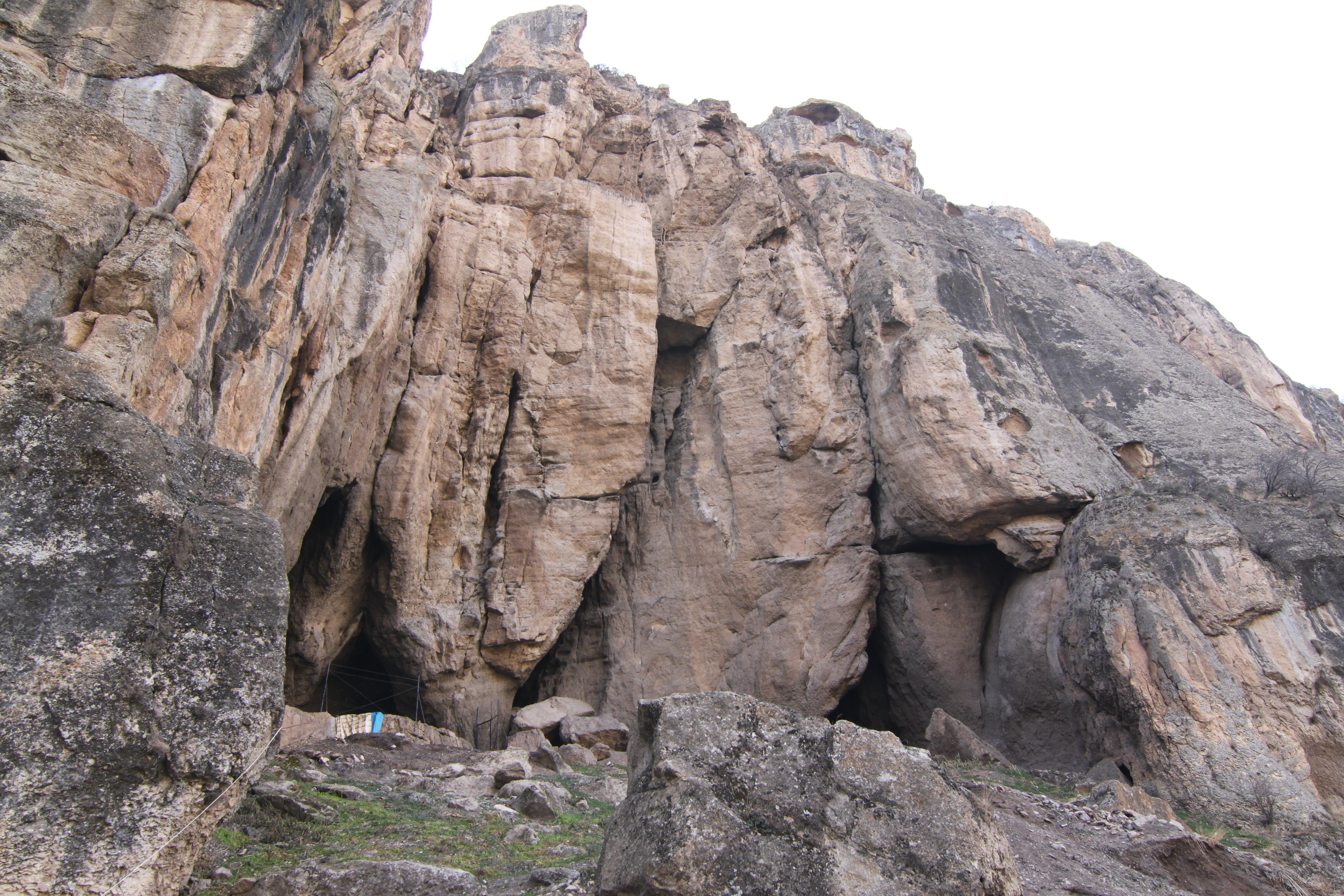
Ingresso alla cantina di Areni-1

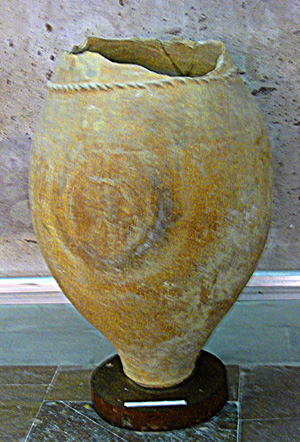
Vasi Urartei per il vino

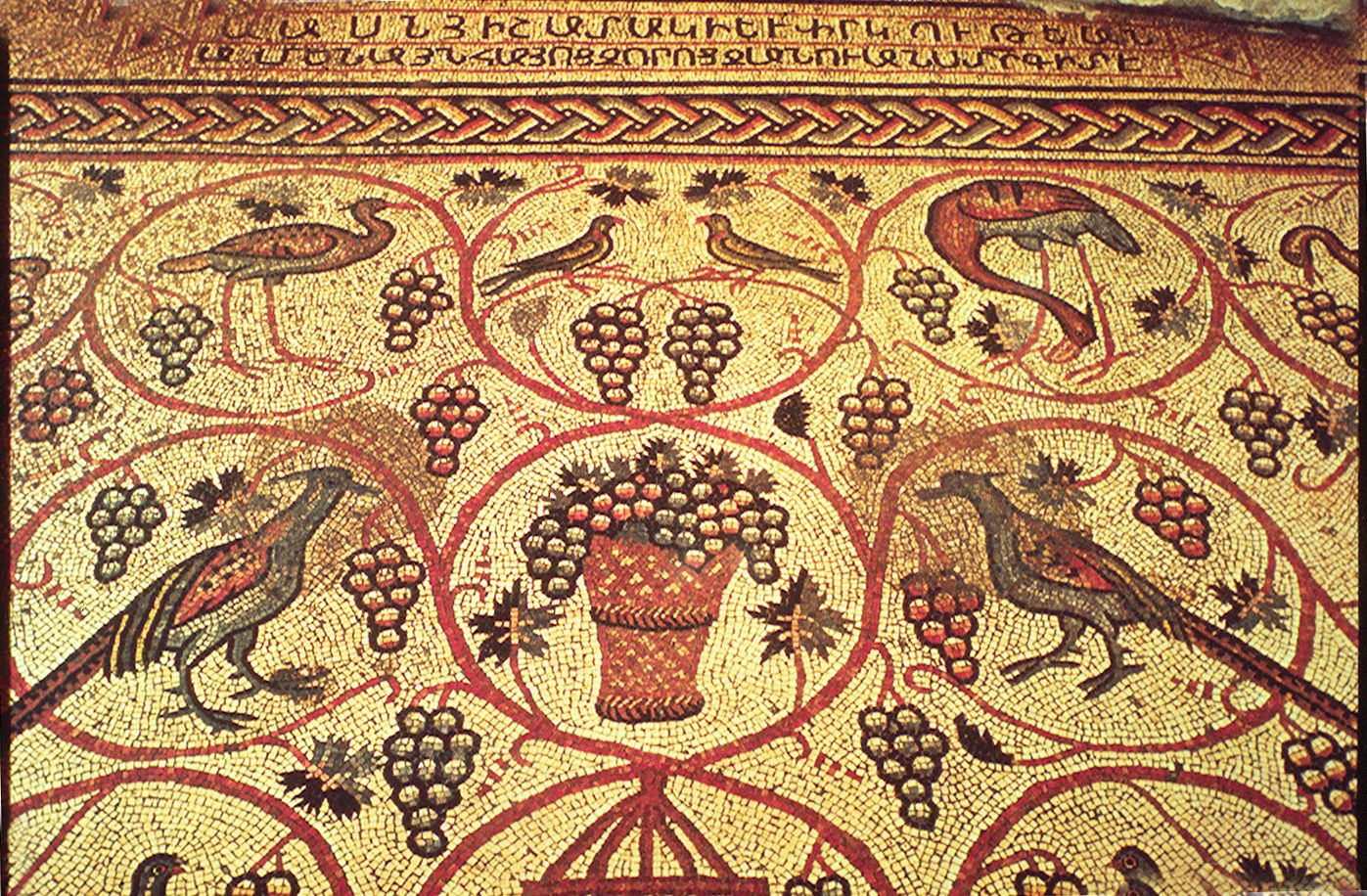
Mosaico ed iscrizione armena a Gerusalemme

L'Armenia è famosa sin dai tempi antichi per le sue tradizioni vinicole, ancora vive e praticate tutt'oggi. La cantina rinvenuta nella grotta di Areni, risalente al 4100 a.C. (vedi cantina Areni-1), è la più antica del mondo mai scoperta. Analisi genetiche sui vinaccioli ritrovati hanno confermato che si trattava già di Vitis vinifera domestica.  Le tracce scritte della storia del vino armeno risalgono addirittura al 401-400 a.C., quando gli eserciti greci guidati da Senofonte attraversarono le terre armene e, secondo quanto riferito, furono accolti con vino e birra. Queste bevande venivano conservate in "karas", recipienti di argilla. Scavi archeologici condotti dal professor Pyatrovski nel XIX e XX secolo hanno confermato che l'attuale Yerevan era già un centro vinicolo nel IX secolo a.C. Gli archeologi hanno inoltre rinvenuto depositi di vino contenenti 480 karas nella fortezza di Teishebaini a Yerevan. Ogni karas poteva contenere fino a 37.000 daL di vino. Gli scavi nei siti di Karmir Blur e Erebuni hanno portato alla luce ben 10 depositi di vino contenenti 200 karas. Questi ritrovamenti sono la prova tangibile dell'antica tradizione vinicola armena. Un torchio per il vino risalente al III-I secolo a.C. è stato scoperto vicino alle antiche capitali armene di Armavir e Dvin, mentre un altro è stato rinvenuto vicino alle rovine della fortezza di Garni, utilizzata come residenza estiva dai re armeni pagani e cristiani. In Armenia, molte festività, come la festa dell'acqua Vardavar o la benedizione dell'uva Khaghoghorhneq, affondano le loro radici in antichi rituali pagani. Secondo la tradizione cristiana, Gesù Cristo ha versato il suo sangue vivificante, rappresentato durante le festività cristiane dal vino, per la purificazione dei peccati dell'umanità. Ecco perché sulle khachkar (croci commemorative armene) la croce è scolpita come l'albero della vita, chiamato anche croce fiorita, che simboleggia la vite o il melograno. Uva e melograni sono decorazioni frequenti sulle khachkar e sulle pareti delle chiese, simboli di eternità e rinascita. Sculture su chiese e khachkar, oltre a dipinti in manoscritti, testimoniano l'importanza dell'uva e del vino nella cultura armena medievale. Cornici di porte di chiese e bordi di khachkar spesso raffigurano ornamenti ricamati che sembrano tralci di vite intrecciati, a rappresentare il Giardino dell'Eden.
All'interno dell'Unione Sovietica, la produzione di vino in Armenia è aumentata di nove volte tra il 1940 e il 1985, mentre quella di brandy è salita di ben diciassette volte. Allo stesso modo, la produzione di spumante è cresciuta di dieci volte tra il 1960 e il 1986. Negli anni '80 l'Armenia processava annualmente una media di circa 210mila tonnellate di uva, dalle quali si ricavavano 14-15 milioni di decalitri di vino. Due milioni di tonnellate venivano impiegate per la produzione di brandy, mentre la parte restante era destinata al vino. In quel periodo, l'Armenia forniva addirittura il 25% del brandy prodotto in tutta l'Unione Sovietica. Tre quarti della produzione venivano esportati, principalmente verso la Russia. Ancora oggi, molte persone in Armenia utilizzano gli stessi metodi impiegati tremila anni fa, lavorando l'uva e producendo vino in strutture apposite. Nelle fabbriche moderne si utilizzano botti di rovere per l'affinamento del vino, ma nei villaggi e presso i piccoli produttori permangono le tradizionali giare di terracotta chiamate "karas". Queste vengono realizzate con quercia armena, che conferisce loro una caratteristica colorazione rosata. I vini ottenuti da uve autoctone armene, a contatto con le pareti interne delle karas di quercia, sviluppano un bouquet unico. Questa combinazione particolare è difficilmente replicabile in altri Paesi del mondo.
L'Armenia si trova nelle fertili vallate del Caucaso meridionale, considerate da molti archeologi [identificare la fonte sarebbe utile per dare più credibilità] la culla della coltivazione della vite e della produzione di vino del Neolitico, risalente a oltre 6100 anni fa.  Il vino armeno ha svolto un ruolo importante nella storia del vino, e si presume che la domesticazione dell'uva euroasiatica sia avvenuta per la prima volta nelle regioni montuose dell'Armenia prima di diffondersi a sud. La produzione vinicola armena non si è mai interrotta nel corso dei secoli. Gli armeni sono stati tra i principali produttori di vino all'interno dell'Unione Sovietica e, da allora, hanno iniziato ad esportare il loro vino in tutto il mondo. La tradizione vinicola armena si è estesa persino all'Africa. Durante il genocidio armeno perpetrato dall'Impero Ottomano durante la prima guerra mondiale, alcuni armeni fuggirono in Etiopia, dove coltivarono vigneti. Molti vini rossi armeni sono molto dolci e corposi. Durante i periodi di dominio islamico, gli armeni erano i fornitori di bevande alcoliche, come il vino, ai musulmani, a cui era vietata la distillazione di alcolici.
Nel 2011, degli archeologi in Armenia hanno annunciato la scoperta del più antico sito di produzione vinicola del mondo. Situato nel complesso della grotta di Areni, comprende una vasca poco profonda utilizzata per pigiare l'uva, un tino per la conservazione e giare per la fermentazione. Sono stati ritrovati anche vinaccioli, residui di uva pressata e decine di viti secche. I semi appartenevano a Vitis vinifera, un'uva ancora oggi utilizzata per la produzione di vino. I resti della grotta risalgono a circa il 4100 a.C., ben 900 anni prima delle più antiche tracce di vino comparabili, rinvenute nelle tombe egizie.
L'archeologo Gregory Areshian dell'UCLA afferma: "Il sito ci offre una nuova visione della fase iniziale dell'orticoltura, di come venivano coltivati i primi frutteti e vigneti". Gregory Areshian, co-direttore dello scavo e vicedirettore del Cotsen Institute of Archaeology dell'Università della California di Los Angeles, ha dichiarato: "Si tratta del più antico caso documentato e dedicato alla produzione vinicola, che allarga gli orizzonti di questo importante sviluppo di migliaia di anni".

## Regioni vitivinicole
Aragatsotn Province: Situata alle pendici dell'imponente Monte Aragats, questa regione è caratterizzata da un clima continentale e terreni vulcanici. Qui primeggia il vitigno bianco autoctono Kankush, impiegato per la produzione di vini aromatici e dolci.
- Provincia di Ararat: Dominata dal leggendario Monte Ararat, questa regione vanta una lunga tradizione vitivinicola. Il clima è continentale con estati calde e inverni freddi. Qui si coltiva principalmente il vitigno Kangun, che dà vita a vini rossi fruttati e corposi.
- Provincia di Armavir: Situata nella fertile Ararat Valley, questa regione beneficia di un clima continentale temperato e terreni alluvionali. È conosciuta per la produzione di vini rossi intensi a base di vitigni come Mkhent, che offre aromi di frutta rossa e pepe nero.
- Provincia di Gegharkunik: Caratterizzata da un clima montano fresco e terreni vulcanici, questa regione è vocata principalmente per la produzione di vini bianchi e rosati. Qui si coltivano vitigni autoctoni come Chilar, che dona vini bianchi freschi e minerali.
- Provincia di Kotayk: Situata a ridosso della capitale Yerevan, questa regione presenta un clima continentale con altitudini variabili. Qui si coltivano diversi vitigni autoctoni e internazionali, dando vita a una produzione eterogenea di vini rossi, bianchi e rosati.
- Provincia di Shirak: Regione settentrionale con clima continentale e terreni vulcanici, adatta principalmente alla coltivazione di uve da tavola. Tuttavia, alcuni vitigni resistenti al freddo permettono la produzione di vini rossi leggeri e fruttati.
- Provincia di Syunik: Regione meridionale con clima continentale e terreni montuosi, presenta un grande potenziale vitivinicolo ancora poco esplorato. Si stanno sperimentando vitigni autoctoni come Vayri per la produzione di vini rossi corposi e fruttati.
- Provincia di Tavush: Regione settentrionale con clima montano fresco e terreni variegati, offre potenzialità per la produzione di vini bianchi e rosati. Qui si coltivano vitigni autoctoni come Voskehat, che dona vini bianchi freschi e profumati.
- Provincia di Vayots Dzor: Considerata la regione vinicola più rinomata dell'Armenia, Vayots Dzor vanta una tradizione millenaria e un clima continentale con altitudini elevate. Qui regna incontrastato il vitigno Areni, utilizzato per la produzione di vini rossi strutturati e complessi.
- Provincia di Yerevan: La capitale armena ospita cantine urbane che producono vini con uve provenienti da diverse regioni del paese. Si possono trovare vini di vario stile, che offrono un assaggio variegato della viticoltura armena.
- Repubblica di Artsakh: Questa regione montuosa presenta un grande potenziale per la viticoltura, ma la situazione politica ne ha limitato lo sviluppo. Tuttavia, si stanno riscoprendendo antichi vitigni autoctoni come Sireni, che potrebbe regalare vini rossi interessanti.

## Vitigni
Le condizioni pedoclimatiche dell'Armenia, caratterizzate da un clima continentale con inverni lunghi e freddi ed estati calde e secche, unite a un terreno vulcanico e ricco di minerali, creano un terroir unico e vocato per la viticoltura.
L'Armenia vanta un patrimonio ampelografico ricco e variegato, con oltre 500 vitigni autoctoni, molti dei quali ancora poco conosciuti al di fuori dei confini nazionali. Tra i più rinomati troviamo:
- Areni: Un vitigno a bacca rossa autoctono della regione di Vayots Dzor, noto per la produzione di vini rossi corposi e strutturati, con aromi di frutta scura, spezie e liquirizia.
- Voskehat: Un vitigno a bacca bianca diffuso in tutto il territorio armeno, utilizzato per la produzione di vini bianchi secchi e freschi, con note floreali, fruttate e minerali.
- Kankush: Un vitigno a bacca bianca tipico della regione di Aragatsotn, impiegato per la vinificazione di bianchi aromatici e dolci, con sentori di miele, frutta secca e fiori bianchi.
- Mkhent: Un vitigno a bacca rossa coltivato principalmente nella regione di Armavir, che dà vita a vini rossi intensi e fruttati, con aromi di ciliega, prugna e pepe nero.
- Hin Areni: Un vitigno a bacca nera originario della regione di Vayots Dzor, utilizzato per la produzione di vini rossi robusti e complessi, con note di spezie, cuoio e frutta matura.

## Vini

### Rossi
- Areni: Prodotto con l'omonimo vitigno autoctono, è un vino rosso corposo e strutturato, ricco di aromi di frutta scura, spezie, liquirizia e cioccolato. È considerato il "re" dei vini armeni e invecchia benissimo.
- Voskehat: Prodotto con il vitigno a bacca bianca Voskehat vinificato in rosso, regala un vino rosato intenso e fruttato, con note di ciliega, melograno e rosa canina.
- Karmrasir: Un vino rosso secco prodotto con uve miste, solitamente Areni, Voskehat e Mdkhent. Offre un gusto intenso e armonico, con aromi di frutti rossi, spezie e tabacco.

### Bianchi
- Voskehat: Vinificato in bianco, Voskehat dà vita a un vino fresco e aromatico, con note di fiori bianchi, frutta secca e agrumi.
- Kankush: Un vino bianco dolce prodotto con l'omonimo vitigno autoctono, caratterizzato da profumi intensi di miele, frutta secca e fiori bianchi.
- Chilar: Prodotto con il vitigno autoctono Chilar, offre un vino bianco minerale e complesso, con aromi di agrumi, mela verde e fiori bianchi.

### Spumanti
- Areni Brut: Uno spumante metodo classico prodotto con uve Areni, caratterizzato da un perlage fine e persistente e aromi di frutta rossa, crosta di pane e lieviti.
- Voskehat Spumante: Un vino spumante rosato prodotto con uve Voskehat, fresco e fruttato, con note di ciliega, melograno e rosa canina.

### Fortificati
- Armagnac Ararat: Un brandy invecchiato prodotto con uve distillate, caratterizzato da un gusto morbido e complesso, con aromi di frutta secca, spezie e vaniglia.